# Смекаев, Александр Юрьевич
Александр Юрьевич Смекаев (19 января 1971) — советский и российский футболист, выступавший на позиции полузащитника и нападающего.

## Биография
Воспитанник СДЮСШОР «Ярославец» (Ярославль). Дебютировал во взрослом футболе в 1988 году, сыграв один матч за «Сатурн» (Андропов) во второй лиге СССР. В 1990 году стал игроком клуба второй низшей лиги СССР «Луч» (Владивосток), где провёл два полноценных сезона. После распада СССР, «Луч» оказался в зоне «Восток» первой лиги России. В 1992 году клуб, набрав 44 очка, стал победителем зоны и перешёл в Высшую лигу. Сам Смекаев сыграл 28 матчей (из 30) и забил 2 гола, однако покинул команду после окончания сезона.
В 1993 году он вернулся в Рыбинск, где два года выступал за местный «Вымпел» (бывший «Сатурн») во второй лиге, а затем ещё год в третьей. С 1996 по 1998 год выступал во второй лиге за вологодское «Динамо». В 1999 отыграл сезон в первой лиге за «Ладу-Симбирск», а после ещё несколько лет провёл в клубах второй лиги «Орёл» «Динамо» (Вологда) и «Спартак-Телеком». Последней командой игрока стал любительский клуб «Фанком» из Мантурово, где он выступал с 2004 по 2005 год.

## Достижения
«Луч» Владивосток
- Победитель первой лиги ПФЛ (зона «Восток»): 1992

«Вымпел» Рыбинск
- Победитель второй лиги ПФЛ (зона 5): 1993